# Kafriya
Kafriya (كفريا) è una piccola città del nord della Siria, anche chiamata Kifarya or Kefraya). Amministrativamente fa parte del governatorato di Idlib e rispetto al capoluogo si trova a nordovest. Si trova vicino a Maarrat Misrin a nord, a Zardana a nordest, Taftanaz a est e al-Fu'ah poco più a sud. Secondo L'Ufficio Centrale di Statistica siriano (CBS), Kafriya ha una popolazione di 4,404 nel 2004 Come nella vicina al-Fu'ah, gli abitanti di Kafriya sono prevalentemente sciiti, mentre nelle altre aree della regione sono predominanti i mussulmani sunniti.

## Guerra civile siriana
Durante la guerra civile siriana Kafriya fu posta sotto assedio dai ribelli finché l'11 gennaio 2016  la Croce Rossa Internazionale e il World Food Programme organizzaronoun convoglio di aiuti per portare cibo, medicine e altri aiuti al villaggio, così come ad Al-Fu'ah. Allo stesso tempo un convoglio umanitario entrò nella città di Madaya nel Governatorato del Rif di Damasco occupata dalle milizie islamiste del Fronte al-Nusra e di Ahrar al-Sham e assediata dall'Esercito siriano e dalle milizie sciite libanesi di Hezbollah.